# Zwerg-Kugelfisch
Der Zwerg-Kugelfisch (Carinotetraodon travancoricus), auch Indischer Zwergkugelfisch genannt, ist eine auf dem Indischen Subkontinent  beheimatete Art der Kugelfische. Wie alle Arten von Carinotetraodon, aber auch Monotetre, Aurioglobus, Colomesus und eine einzige Art der Gattung Takifugu (Takifugu orbimaculatus) sind Zwerg-Kugelfische echte Süßwasserkugelfische.
Er lebt dort vor allem in krautigen Tümpeln. Der lateinische Name leitet sich ab von dem lateinischen Wort carina „Kiel“ und von den griechischen Wörtern tetra „vier“ und odous „Zahn“ (Familienname Tetraodontidae „Vierzähner“). Die Wassertemperaturen in seinem natürlichen Biotop schwanken von 25 °C bis über 33 °C. Der pH-Wert liegt im Bereich von 6,5 bis 7,0.

## Merkmale
Carinotetraodon travancoricus ist nur schwer von seinem Verwandten Carinotetraodon imitator zu unterscheiden. Beide Arten zeigen die gleiche dunkle Zeichnung auf gelbem Untergrund. Insgesamt betrachtet ist jedoch die Zeichnung bei Carinotetraodon travancoricus dichter. Auffälligstes Merkmal ist eine dicke schwarze Linie auf Höhe des Seitenlinienorgans, die unterhalb der Rückenflosse beginnt und sich bis zur Schwanzflossenwurzel zieht. Bei Carinotetraodon imitator fehlt diese Linie komplett.

## Vorkommen
Das Vorkommen erstreckt sich auf Feuchtgebiete in Indien, Bangladesch und Sri Lanka. Als wissenschaftlich gesicherte Vorkommen gelten der Pamba, Vembanadsee, Meenachil, Cherthala, die Feuchtgebiete um Thrissur und der Chalakudy im Bundesstaat Kerala im Südwesten Indiens sowie die Sundarbans in Bangladesch.

## Lebensweise
Der mit 2 bis 3 cm sehr klein bleibende Kugelfisch ist im Gegensatz zu vielen anderen Kugelfischen nicht besonders aggressiv, kann aber charakterbedingt andere Artgenossen innerhalb eines Aquariums durchaus unterdrücken. Seine Nahrung besteht aus Kleintieren wie Mückenlarven und Schnecken.
Zwerg-Kugelfische ernähren sich unter anderem von Süßwasserschnecken. Fälschlicherweise werden Schnecken, insbesondere Blasenschnecken, für den Zwergkugelfisch von einigen Aquarianern als essentiell beschrieben, da dieser angeblich durch die Schale der Schnecke die sehr feinen Zähne abnutzen soll. Allerdings kann man gut beobachten, dass der Zwerg-Kugelfisch lediglich das Fleisch der Schnecke anvisiert und auch nur dieses verzehrt – die Schale bleibt stets unversehrt.

## Gefährdung
Die Art ist in ihrem Verbreitungsgebiet, zumindest in den Sundarbans in Bangladesch, im Pallickal River in Kerala sowie im Chalakudy-Fluss in Indien gefährdet (VU = vulnerable). Ursache für die Bedrohung sind Zerstörungen seines Biotopes durch Gewässerverunreinigungen, Staudämme, Entwaldungen und Umwandlung von Feuchtbiotopen in landwirtschaftliche Plantagen. Auch durch Entnahmen zu kommerziellen Zwecken für den Aquarienhandel gelten die Bestände als gefährdet.

## Systematik
Aufgrund von Knochenuntersuchungen wurde Carinotetraodon travancoricus erst im 21. Jahrhundert in die jetzige Gattung aufgenommen. Davor gehörte er der Gattung Tetraodon an. Untersuchungen der mtDNA zeigen eine besondere phylogenetische Nähe zum Grünen Kugelfisch (Tetraodon nigroviridis).